# Dolmen de Lou Serre Dinguille
Le dolmen de Lou Serre Dinguille est un dolmen situé à Saint-Cézaire-sur-Siagne dans le département français des Alpes-Maritimes.

## Historique
Ce dolmen fait l’objet d’un classement au titre des monuments historiques depuis 1889.

## Description
Le dolmen est inclus dans un tumulus de 11 m de diamètre. La chambre funéraire, de forme rectangulaire, mesure 1,45 m de long sur 1,35 m de large. Elle est délimitée par cinq orthostates et deux piliers d'entrée et précédée d'un couloir de 1,90 m de long sur 0,90 m de large.

## Mobilier funéraire
Des ossements humains y ont été recueillis. Le mobilier funéraire découvert comprend des outils (outils polis, silex, pointe de flèche), des éléments de parure (perles en bonze, perles en dentale, perles en coquille de dentalium, perle olivaire en cuivre, perle en stéatite, pendeloque perforée en stéatite verte, fragment de bracelet en verre) et des tessons de poteries décorées attribuées au Campaniforme),. L'ensemble correspond à une longue utilisation du Néolithique final jusqu'à l'âge du fer.